# Hadrodactylus
Hadrodactylus (лат. , от др.-греч. ἁδρός δάκτῠλος «крупный либо сильный палец») — род мелких наездников—ихневмонид (Ichneumonidae) из подсемейства Ctenopelmatinae. Голарктика: Северная Америка, Европа, Сибирь, Центральная и Средняя Азия, Дальний Восток. Более 40 видов.

## Описание
Длина тела от 6 до 14 мм. Характерны своим удлинённым 1-м тергитом брюшка у самок (длина в 3—5 раз больше своей ширины), грубо пунктированным клипеусом, наличием зеркальца в переднем крыле. Паразитируют на пилильщиках трибы Dolerini из семейства Tenthredinidae, чьи личинки питаются злаками, осоками, ситниками и хвощами.
Род был впервые выделен в 1869 году немецким энтомологом Арнольдом Форстером (Arnold Förster, 1810—1884) и ревизован в 2011 году российским гименоптерологом Дмитрием Рафаэлевичем Каспаряном.

Hadrodactylus fugax
Hadrodactylus paludicola
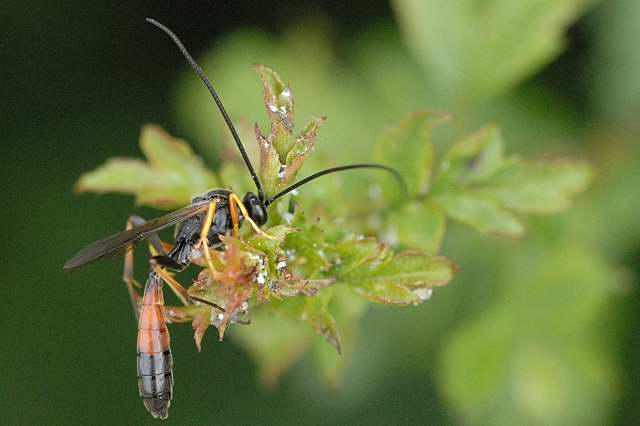
Hadrodactylus villosulus

- Hadrodactylus bidentulus Thomson, 1883
- Hadrodactylus confusus (Holmgren, 1856)
- Hadrodactylus faciator (Thunberg, 1824)
- Hadrodactylus femoralis (Holmgren, 1855)
- Hadrodactylus flavifrons  (Fabricius, 1798)
- Hadrodactylus flavofacialis  Horstmann, 2000
- Hadrodactylus fugax  (Gravenhorst, 1829)
- Hadrodactylus genalis  Thomson, 1883
- Hadrodactylus gracilipes  Thomson, 1883
- Hadrodactylus gracilis  (Stephens, 1835)
- Hadrodactylus graminicola  Idar, 1979
- Hadrodactylus indefessus  (Gravenhorst, 1820)
- Hadrodactylus insignis  Kriechbaumer, 1891
- Hadrodactylus larvatus  Kriechbaumer, 1891
- Hadrodactylus nigrifemur  Thomson, 1883
- Hadrodactylus paludicola  (Holmgren, 1856)
- Hadrodactylus rectinervis  Roman, 1909
- Hadrodactylus semirufus  (Holmgren, 1858)
- Hadrodactylus spiraculator  Idar, 1979
- Hadrodactylus tiphae  (Geoffroy in Fourcroy, 1785)
- Hadrodactylus villosulus Thomson, 1883
- Hadrodactylus vulneratus (Zetterstedt, 1838)
- Hadrodactylus arkit Kasparyan, 2011 (Киргизия)
- Hadrodactylus caucasicus Kasparyan, 2011 (Кавказ),
- Hadrodactylus nitidus Kasparyan, 2011
- Hadrodactylus sibiricus Kasparyan, 2011
- Hadrodactylus taigensis Kasparyan, 2011
- Другие виды